# Lupome
Le lupome, ou tubercule lupique, est une lésion de la peau ; c'est la lésion élémentaire caractéristique du lupus tuberculeux. Il se présente sous forme de petites masses solides arrondies atteignant tout au plus la taille d'un pois, jaunes et translucides à la vitropression, enchâssées dans le derme, évoluant lentement et formant des placards.
Le placard lupique, formé par l'agglomération de lupomes, évolue par poussées successives au cours desquelles il s'ulcère, cicatrise, puis s'infiltre de nouveau. Des réactions épidermiques déterminent son polymorphisme : la sclérose cicatricielle prédomine dans certaines formes qui tendent à se stabiliser ; le lupus vorax, au contraire, creuse en surface et en profondeur et détruit tout relief normal réalisant d'horribles mutilations.
Le lupome peut, rarement, être l'expression initiale d'une véritable tuberculose pulmonaire.